# Эпикард

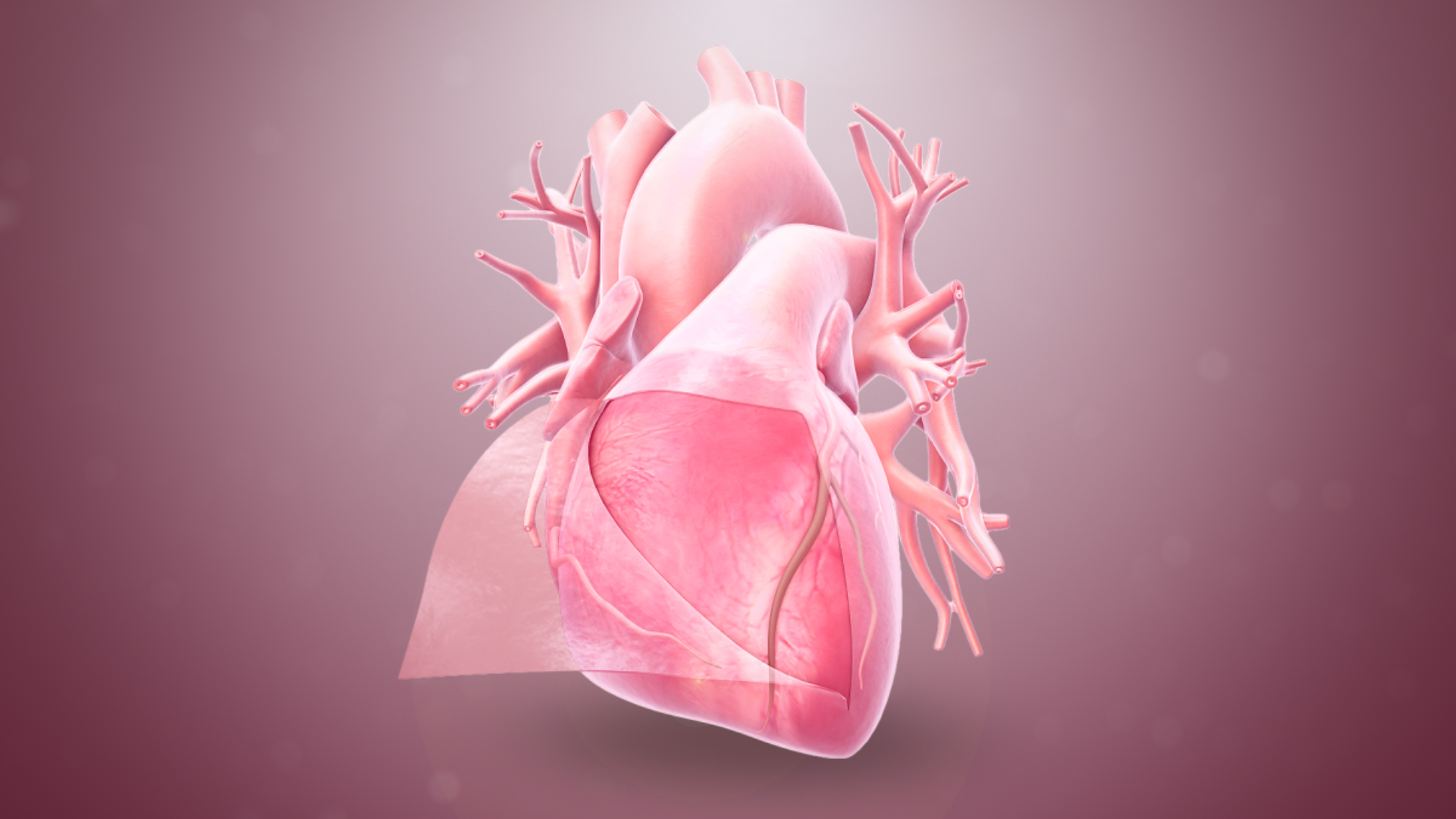
Эпикард

Эпика́рд или эпикардий (от др.-греч. επι- «над» и καρδια— «сердце») — внешний слой, составляющий стенку сердца. Это висцеральный листок серозного перикарда, покрытый мезотелием, под которым располагается рыхлая волокнистая соединительная ткань вместе с сосудами и нервами. В этом слое в значительном количестве находится жировая ткань. Эпикард прочно срастается с миокардом. Покрывает сердце, начальные отделы лёгочного ствола и аорты, конечные отделы лёгочных и полых вен, а затем переходит в перикард.
По большей степени эпикард выполняет защитную функцию, но в нём также располагаются нервные волокна и кровеносные сосуды, благодаря которым осуществляются кровоснабжение и иннервация сердца.